# Neil MacGregor
Robert Neil MacGregor (ur. 16 czerwca 1946 w Glasgow) – brytyjski historyk sztuki, dyrektor Muzeum Brytyjskiego (od 2002 roku), autor programów telewizyjnych, dyrektor National Gallery w Londynie (1987–2002).

## Życiorys
Neil MacGregor urodził się 16 czerwca 1946 roku w Glasgow w Szkocji. Jego rodzicami byli lekarze: Anna i Alexander MacGregor. W wieku dziewięciu lat zobaczył obraz Salvadora Dalí pt. Chrystus świętego Jana od Krzyża, który mocno wpłynął na jego dalsze życie oraz wzbudził w nim zainteresowanie sztuką.
Kształcił się w Akademii w Glasgow, a następnie studiował językoznawstwo na New Collage w Oksfordzie. W 1968 roku zaczął studia filozofii na École Normale Supérieure w Paryżu, a potem prawa na Uniwersytecie w Edynburgu, gdzie otrzymał nagrodę Green. W 1972 roku postanowił zostać historykiem sztuki i zrobił pracę magisterską pod nadzorem Anthony'ego Blunta, który nazwał go najbardziej błyskotliwym uczniem, jakiego kiedykolwiek nauczał.
W latach 1975–1981 wykładał na Uniwersytecie w Reading architekturę oraz sztukę. w 1981 roku dołączył do redakcji The Burlington Magazine. Nadzorował przeniesienie tego magazynu z Thomson Corporation do bardziej niezależnego wydawnictwa.
W 1987 roku został nominowany na stanowisko dyrektora National Gallery w Londynie. Podczas swojej dyrekcji dostał przydomek św. Neil, częściowo ze względu na swoją popularność jako dyrektora, a częściowo z powodu swojej niebywałej pobożności. Podczas swojej kadencji stworzył dwa seriale telewizyjne dla BBC Three: Painting the World (1995) oraz Seeing Salvation (2000).
W 1999 roku proponowano nadać MacGregorowi tytuł szlachecki, ale go nie przyjął.
W sierpniu 2002 r. obrany został dyrektorem Muzeum Brytyjskiego. Nie zgodził się na stały powrót do Grecji rzeźb z Partenonu, aczkolwiek dozwolił do wypożyczenia niektórych z nich do muzeum w Atenach pod warunkiem, że Grecja zrzeknie się wszystkich praw do własności tych rzeźb. Za to podejście do całej sprawy był wielokrotnie chwalony.
W Muzeum Brytyjskim zorganizował znaną wystawę The First Emperor o Qin Shi Huangu, z (choć w małej liczbie) jego Terakotową Armią, która została zmontowana w 2008 roku w czytelni British Museum. W tym samym roku zaproponowano mu zastąpienie Philippa de Montebello na fotelu dyrektora Metropolitan Museum of Art w Nowym Jorku, ale MacGregor odmówił, wyrażając swój sprzeciw dotyczący płatnego wstępu do tego muzeum. W 2010 roku rozpoczął swoją serię Historia Świata w 100 obiektach w BBC Radio 4 oraz World Service. Od września 2010 do stycznia 2011 wypożyczył Cylinder Cyrusa na wystawę w Teheranie. Cylinder w przeciągu niespełna roku zobaczyło milion ludzi – co było rekordem popularności wśród eksponatów muzealnych. Za ten sukces MacGregor został nagrodzony przez Elżbietę II Orderem Zasługi.
W 2013 roku został mianowany Honorowym Oficerem Orderu Australii przez gubernatora generalnego Australii Quentin Bryce.

## Działalność medialna
MacGregor zaczął swoją działalność w brytyjskich mediach w 1995 roku programem Painting the World. Następnie przygotował Seeing Salvation dla BBC Three, gdzie opowiadał o tym jak Jezus został przedstawiony w słynnych obrazach. Ostatnio prowadzi programy dla BBC Radio 4: Historia Świata w 100 obiektach, w którym przedstawia historię świata korzystając z eksponatów Muzeum Brytyjskiego, oraz Shakespeare's Restless World, w którym opowiada o tematach zawartych w sztukach Szekspira. Wydał książkę pt. Historia Świata w 100 obiektach, która natychmiast stała się światowym bestsellerem. Ostatnią książką, którą napisał jest Shakespeare's Restless World.